# Nils Westermarck
Nils Christian Westermarck, född 14 juli 1910 i Helsingfors, död 10 mars 2002 i Esbo, var en finländsk lantbruksekonom. Han var brorsons son till Edvard Westermarck och bror till Hakon Westermarck.
Westermarck blev agronomie- och forstdoktor 1940. Han innehade 1949–1973 den svenskspråkiga professuren i lantbruksekonomi vid Helsingfors universitet och skötte även professuren i hushållsekonomi 1967–1971.
Westermarck tjänstgjorde 1953–1954 som andre lantbruksminister och var 1970 lantbruksminister. I  början av 1960-talet var han ordförande i den så  kallade Westermarckkommittén som hade uppdraget att råda bot på överproduktionen inom lantbrukssektorn. Han erhöll akademikers titel 1980.
Westermarck  publicerade arbeten om lantbruksekonomiska och jordbrukspolitiska frågor samt utgav 1982 ett antal självbiografiska artiklar under titeln Ur en färdemans liv.

## Utmärkelser
- Kommendörstecknet av Finlands Vita Ros’ orden,  1956[5]
- Kommendör av Nordstjärneorden,  1957[5]
- Minnesmedalj för deltagande i 1941-1945 års krig[5]
- Vinterkrigets minnesmedalj[5]

[Redigera Wikidata]